# 陶卡區
陶卡區（西班牙語：Distrito de Tauca），是秘魯的一個區，位於該國北部安卡什大區的帕亞斯卡省，始建於1857年1月2日，面積209.12平方公里，海拔高度3,367米，2005年人口3,313，人口密度為每平方公里16人。